# Balázs Holló
Balázs Holló (Eger, 10 febbraio 1999) è un nuotatore ungherese, specializzato negli stili libero e misti.

## Biografia
Si è messo in mostra a livello giovanile vincendo un oro e due bronzi agli europei giovanili di Netanya 2017, nonché un oro, un argento e un bronzo ai mondiali giovanili di Indianapolis 2017.
Agli europei di Glasgow 2018 ha ottenuto il 17º piazzamento nei 400 m stile libero e il 9º posto nella staffetta 4x200 m stile libero. Nonostante la qualificazione, non ha partecipato ai 400 m misti. 
Agli europei di Budapest 2020, disputati nel maggio 2021 alla Duna Aréna, si è classificato 16º nei 400 m stile libero e 6º nella staffetta mista 4x200 m stile libero. Ha rappresentato l'Ungheria ai Giochi olimpici estivi di Tokyo 2020 nella staffetta 4x200 metri stile libero, in cui è la nazionale ungherese è stata squalificata. Ai mondiali in vasca corta di Abu Dhabi 2021 è stato eliminato in batteria con l'11º tempo nei 400 m stile libero.
Ai mondiali di Budapest 2022 si è piazzato 8º nella finale dei 400 m misti e 5º nella finale della staffetta 4x200 m stile libero. Agli europei di Roma 2022 ha vinto l'oro nella staffetta 4x200 m stile libero, assieme a Nándor Németh, Richárd Márton, Kristóf Milák e Dániel Mészáros.
Nel 2024 vince una medaglia d'oro (nella staffetta 4x200 metri stile libero mista) e due medaglie d'argento agli europei di Belgrado. Ha fatto la sua seconda apparizione olimpica a Parigi 2024 in cui è stato eliminato in batteria con il nono tempo nei 400 m misti.

## Palmarès
- Europei

Roma 2022: oro nella 4x200m sl.
Belgrado 2024: oro nella 4x200m sl mista, argento nei 400m misti e nella 4x200m sl.
- Mondiali giovanili

Indianapolis 2017: oro nella 4×200m sl, argento nei 400m sl e bronzo nei 400m misti.
- Europei giovanili

Netanya 2017: oro nei 400m misti e nella 4×200m sl, bronzo nei 400m sl.
- Festival olimpico della gioventù europea

Tbilisi 2015: bronzo nella 4x100m sl.